# Port Louis (distrikt)

Distriktets läge.

Distriktet Port Louis är ett av Önationen Mauritius nio distrikt. Distriktet ligger på öns nordvästra del.

## Geografi
Distriktet har en yta på cirka 44 km² och är det minsta till ytan. Befolkningen uppgår till cirka 119 500 invånare. Befolkningstätheten är 2 959 invånare / km².
Inom distriktet ligger bland andra bergstoppen Signal Mountain, bergstoppen L'Échelle Rock och världsarvet Aapravasi Ghat.

## Förvaltning
Distriktet förvaltas av en Lord mayor och ISO 3166-2 koden är "MU-PL". Huvudorten är Port Louis, som också är landets huvudstad.
Distriktet är underdelad i 8 wards.